# Криадо Перес, Кэролайн
Кэролайн Эмма Криадо Перес OBE (англ. Caroline Emma Criado Perez; род. 1984, Бразилия) — британская феминистка, активистка и журналистка. Её первая кампания «Женская комната» (англ. Women's Room) была направлена на расширение представительства женщин-экспертов в средствах массовой информации. Она также провела успешную кампанию против удаления единственного на тот момент изображения женщины с британских банкнот, в результате чего Банк Англии поместил Джейн Остин на банкноту номиналом 10 фунтов. Кроме того, она добилась установки на площади Парламента в Лондоне статуи известной суфражистки Миллисент Фосетт. Книга Криадо Перес «Невидимые женщины. Почему мы живём в мире, удобном только для мужчин. Неравноправие, основанное на данных» стала бестселлером Sunday Times 2019 года.

## Биография
Родилась в Бразилии в семье аргентинского бизнесмена Карлоса Криадо Переса, в прошлом управляющего сети супермаркетов Safeway в Великобритании, и Элисон, английской медсестры, работавшей в организации «Врачи без границ». Детство прошло в разных странах, в том числе в Великобритании, Испании, Португалии и на Тайване. Когда Кэролайн исполнилось 11 лет, её отправили в частную английскую школу Oundle School в городке Аундел (графство Нортгемптоншир). По словам Криадо Перес, в школе царила «культура запугивания».
После окончания школы Криадо Перес в течение года изучала историю в университете в Лондоне, но оставила учёбу. С юности она мечтала об оперной карьере и брала частные уроки пения за счёт различных подработок. В течение нескольких лет работала в области цифрового маркетинга, затем изучала английскую литературу в Кибл-колледже в Оксфорде в качестве «взрослого студента»; получила диплом в 2012 году. Изучение вопросов гендерной лингвистики, а также книга о местоимениях и гендере лингвистки Деборы Кэмерон привели её к феминистскому активизму.
В 2012 году она работала редактором фармацевтического портала, а в 2013 году училась в магистратуре по гендерным исследованиям в Лондонской школе экономики.

## Кампании

### Женское представительство в СМИ
В ноябре 2012 года вместе с Кэтрин Смит Криадо Перес основала веб-сайт «Женская комната» (Women’s Room), целью которого было расширение присутствия женщин-специалистов в средствах массовой информации. Поводом для создания портала стали две передачи BBC Radio 4 о предупреждении подростковой беременности и рака молочной железы, в которых не участвовала ни одна женщина-эксперт и все интервьюеры также были мужчинами. Одним из приглашённых экспертов по вопросу подростковой беременности был Энтони Селдон, директор Веллингтонского колледжа. Криадо Перес позднее писала, что Селдон может быть авторитетом в современной британской политической истории, но никак не в теме разговора. Она прокомментировала и довольно нерепрезентативный подбор экспертов, как по социальному, так и по гендерному признаку, в такого рода теледебатах: «Эти голоса определяют ход дискуссии и потому оказывают колоссальное влияние на нашу ныне популистскую публичную политику. Если уж публичная политика столь восприимчива к СМИ, давайте сделаем СМИ реально представляющими общество».

### Женщины на банкнотах
Криадо Перес подвергла критике решение Банка Англии заменить на банкноте номиналом 5 фунтов изображение социальной активистки Элизабет Фрай изображением политика Уинстона Черчилля, в результате чего на британских банкнотах не осталось запечатлено ни одной женщины, за исключением королевы Елизаветы II, изображённой на лицевой стороне всего банкнотного ряда. Криадо Перес отметила, что Акт о равенстве 2010 года обязывает государственные учреждения «ликвидировать дискриминацию», в то время как доказательства того, что Банк действовал с «должным вниманием», отсутствовали, поскольку детали процесса принятия решений не были обнародованы. Для обсуждения этого вопроса она встречалась с представителями британского центрального банка.
Её петиция, получившая около 35 тыс. подписей и финансовую поддержку для потенциального судебного разбирательства, привела к тому, что в июле 2013 года Марк Карни, недавно назначенный управляющим Банка Англии, объявил, что на новой банкноте в 10 фунтов вместо Черчилля будет изображена Джейн Остин. После того как это решение было обнародовано, Криадо Перес и другие женщины стали получать угрозы в «Твиттере», вплоть до запугивания изнасилованием и убийством. Криадо Перес обратилась в полицию: по итогу расследования были задержаны двое подозреваемых, 25-летний мужчина и 23-летняя женщина, которые признали свою вину.

### Статуя Миллисент Фосетт
8 марта 2016 года, в Международный женский день, Криадо Перес отметила отсутствие памятника женщине на Парламентской площади в Вестминстере. Одиннадцать статуй, в том числе Уинстон Черчилль и Нельсон Мандела, были посвящены мужчинам.
Она начала кампанию за установку статуи суфражистки к столетней годовщине принятия Закона о народном представительстве 1918 года. «Если бы мы жили в честном мире, женщины, не связанные с монархией, не составляли бы ничтожных 2,7 процента всех статуй в Великобритании», — написала она в New Statesman. Её открытое письмо Садику Хану, новоизбранному мэру Лондона, опубликованное The Daily Telegraph в мае следующего года, было подписано рядом видных женщин. Вскоре Хан заявил о своём согласии с таким развитием событий. Ходатайство, собравшее 74 тыс. подписей, было представлено Криадо Перес на заседании, организованном Обществом Фосетт .
В апреле 2017 года Садик Хан объявил, что создание статуи будет поручено женщине-скульптору Джиллиан Уэринг; премьер-министр Тереза Мэй одобрила это решение. Памятник Миллисент Фосетт был открыт 24 апреля 2018 года в рамках празднования столетия введения в Великобритании женского избирательного права. На постаменте статуи выбиты имена 55 женщин (и четырёх мужчин), которые боролись за право голоса для женщин.

## «Невидимые женщины»
В 2019 году Криадо Перес выпустила книгу «Невидимые женщины. Почему мы живём в мире, удобном только для мужчин. Неравноправие, основанное на данных». В статье для научного журнала The Lancet профессор Корделия Файн и доктор Виктор Соджо отметили, что книга представляет собой «ряд увлекательных тематических исследований в таких разнообразных областях, как медицина, гигиена труда и безопасность, транспорт, технологии, политика и помощь при бедствиях».
Книга завоевала несколько наград и стала бестселлером 2019 года по версии издания «Сандей таймс». Она была переведена на многие языки, включая русский, французский, немецкий, нидерландский, итальянский, испанский, финский, португальский, румынский, персидский, шведский, исландский, датский, греческий, литовский, эстонский, чешский, словацкий, украинский, турецкий и китайский.

## Награды
В ноябре 2013 года за кампанию по изображению женщин на банкнотах Криадо Перес получила премию как правозащитник года от инициативной группы Liberty . В 2013 году она также вошла в число 100 наиболее влиятельных женщин по версии Би-би-си. В 2015 году королева Елизавета II назначила её дамой Ордена Британской империи (OBE) за заслуги в области равенства и разнообразия, особенно в средствах массовой информации. В 2019 году работа Криадо Перес «Невидимые женщины» была отмечена премией Лондонского королевского общества за лучшую научную книгу и наградой Financial Times и McKinsey за лучшую деловую книгу года.

### Комментарии
1. ↑  На лицевой стороне всех британских банкнот изображена королева Елизавета II, а на оборотной стороне размещены изображения различных исторических фигур.